# Giuseppe Farinelli
Giuseppe Farinelli (eigentlich Giuseppe Francesco Finco, * 7. Mai 1769 in Este; † 12. Dezember 1836 in Triest) war ein italienischer Komponist, der vor allem Opernwerke verfasste.

## Biographie
Finco wurde in Este geboren. Seine erste musikalische Ausbildung erhielt er in Este bei einem gewissen Lionelli, anschließend in Venedig bei Antonio Martinelli. 1785 setzte er seine Studien in Neapel am Conservatorio della Pietà dei Turchini bei Lorenzo Fargo (Harmonielehre), Nicola Sala (Kontrapunkt), Gicaomo Tritto (Komposition) und Barbiello (Gesang) fort. Nach seiner Ausbildung nahm er aus Dankbarkeit für Förderung und Hilfe in seiner musikalischen Ausbildung als Künstlernamen den des berühmten Sängers Carlo Broschi (Farinelli) an. 1792 wurde die Aufführung seiner ersten Oper, Il dottorato di Pulcinella, am Konservatorium enthusiastisch aufgenommen. 1795 folgte mit Il uomo indolente sein erstes Auftragswerk für ein öffentliches Opernhaus (Teatro Nuovo, Neapel). Von 1800 bis 1810 komponierte Finco die meisten seiner annähernd 60 Opern. Rossinis Werke bereiteten seinen Bühnenerfolgen um 1817 ein Ende. 1810 zog Finco nach Turin, von dort 1817 nach Triest, wo er die Stellung des „Maestro al Cembalo“ am Teatro Nuovo erhielt. 1819 wurde er an der Kathedrale zu Susa (Piemont) Kapellmeister und Organist; diese Anstellung behielt er bis zu seinem Tod.

## Werke

### Oper
- I riti d’Efeso
- Il trionfo di Emilio
- La locandiera (Chi la dura vince ossia La locandiera vivace, 1803)
- L’amor sincero
- Bandiera d’ogni vento
- La Pulcella di Rab o Rullo e Dallaton (Opera buffa, 1802, Triest, Teatro Grande)
- Il finto sordo (UA 1805)
- Pamela
- Oro senza oro
- La Giulietta
- La finta sposa
- Teresa e Claudio (UA 1801; Fincos erfolgreichste Oper.)
- L’amica dell’uomo
- Un effetto naturale
- Odoardo e Carlotta
- Il colpevole salvato dalla colpa
- L’Annetta, ossia virtù trionfa
- L’indolente
- L’incognita
- La terza lettera ed il terzo Martinello
- Il duello per complimento
- Idomeneo (UA 1812)
- Attila
- Il Cid delle Spagne
- La Ginevra degli Aimieri
- Il matrimonio per concorso
- La Climene
- Partenope (Festa teatrale, UA 1814, Neapel, Teatro San Carlo)
- La Caritea
- Il dottorato di Pulcinella
- La contadina di spirito
- Il nuovo savo della Grecia
- Raggiri a sorpresa
- L’inganno non dura
- Adriano in Siria
- Scipio in Cartago
- Zoraide
- La Chiarina
- Il testamento a sei cento mille franchi
- La donna di Bessarabia (Fincos letzte Oper.)
- Il nuovo destino (Kantate)

### Kirchenmusik
- Messa in re a 4 voci
- Messa in re a 5 voci
- Messa a 2 e 3 voci
- Messa pastorale a 4 voci
- Messa pastorale in sol a 2 voci
- Dixit in do a 2 voci
- Dixit in re a 4 voci
- Te Deum in la a 4 voci
- Te Deum in re a 2 voci
- Responsori di S. Antonio a 4 voci
- Laudate pueri a 4 voci
- Credo a 2 voci
- Miserere a 4 voci
- Improperia per il venerdì santo a 4 voci
- Stabat Mater a 2 voci
- Tobias, Oratorium